# Henry Lau
Henry Lau (Chino tradicional: 劉憲華; Chino simplificado:刘宪华; Pinyin: Liú Xiànhuá; Hangul: 헨리; Toronto, Ontario, 11 de octubre de 1989), más conocido como Henry, es un cantante, compositor y actor taiwanés-canadiense, trabaja en la industria musical de Corea del Sur. Es conocido por haber sido miembro de la subunidad de Super Junior Super Junior-M.
Mientras que su lengua primaria es el Inglés, también habla de forma fluida el cantonés, mandarín y coreano. 
Henry realizó su debut en solitario a principios de junio del 2013 con el lanzamiento de su primer miniálbum Trap. Además forma parte de un equipo de compositores y productores, Noize Bank, con quienes produjo "Go" e "It's You" para Break Down, álbum de Super Junior-M, y muchas de las canciones de Trap.

## Biografía
El padre de Henry proviene de Hong Kong, mientras que su madre de Taiwán. Se crio en Willowdale, una de las zonas más prósperas de la ciudad de Toronto, ubicada en el distrito de North York.
En el año 2006, fue escogido para SM Entertainment a través del S.M. Entertainment Global Audition realizado en Toronto. Solo dos personas, Henry incluido, de los 3000 fueron reclutados en esta audición.
Henry tiene experiencia tocando piano, violín, tambor y guitarra, además de practicar popping, latin dance, ballet, beat box y rap.
Empezó a aprender a tocar piano de su madre a la edad de 5 años y aprendió a tocar violín a los 6 años. Adicionalmente, él aprendió un baile llamado boogaloo popping en la escuela secundaria, y después de sólo un año de baile, Henry empezó a participar en competencias y shows de popping.
Henry ha ganado muchos premios por rendimiento, tal como la Medalla de Oro Regional (anteriormente conocida como la Medalla de Plata) otorgado por el Royal Conservatory of Music (RCM) de Canadá, por haber logrado el nivel 10 en violín. Así mismo completó en nivel 10 en piano. Henry dijo que él había planeado convertirse en un violinista profesional, y nunca esperó convertirse en una estrella musical antes de ser seleccionado por SM en el 2006, además dijo que decidió ingresar a la agencia porque si se convertía en un músico clásico no sería capaz de cantar, bailar, y tocar el violín y piano a la vez.

## Trayectoria

### Carrera musical
Henry hizo su primera aparición en el video musical del sencillo "Don't Don", del segundo álbum del mismo nombre de Super Junior, donde realizó un solo de violín. La canción fue lanzada en septiembre del 2007.
En octubre del 2007, SM Entertainment anunció que él junto a Han Geng fueron los primeros miembros seleccionados para integrar una nueva subunidad de Super Junior, quienes realizarían su debut en China bajo el nombre de Super Junior-M ("M" representa la palabra Mandarín). El grupo debutó oficialmente en China el 8 de abril de 2008 en la 8 ª Entrega Anual Music Chart Awards, junto al lanzamiento del álbum de estudio debut Me, y de su primer sencillo "U", que es una adaptación china del sencillo coreano del mismo nombre de Super Junior.
Henry colaboró en el rap para la canción "Love Me" del primer sencillo en CD de Zhang Li Yin denominado Moving On lanzado el 29 de octubre de 2009.
Henry participa en la segunda gira por Asia de Super Junior, Super Show 2, como parte de Super Junior-M, además interpretó una canción en solitario llamada "Sick Of Love", que produjo, compuso, y escribió él mismo. La canción fue cantada en inglés, y no ha sido lanzada todavía.
Él participó como rapero junto al dueto de Jonghyun y Jino para la canción "Don't Lie" perteneciente al primer álbum de SM The Ballad, denominado Miss You, que fue lanzado el 29 de noviembre de 2010.
Henry participó en la Banda sonora del drama taiwanés Skip Beat! con el sencillo "That's Love" que interpretó junto a Donghae. El BSO se lanzó el 24 de febrero de 2011.
Henry junto a Key de SHINee colaboraron en el sencillo "One Dream" de BoA. La canción fue lanzada en marzo del 2012 y se utilizó como la canción de entrada del programa de audiciones K-pop Star de SBS. El sencillo fue incluido en el séptimo álbum de estudio de BoA llamado Only One que fue lanzado el 22 de julio de 2012.
Henry se convirtió en un miembro de Younique Unit junto a Eunhyuk de Super Junior, Taemin de SHINee, Kai y Luhan de EXO, y Hyoyeon de Girls' Generation, para un sencillo de colaboración entre SM Entertainment y Hyundai. El video musical para "Maxstep" fue lanzado el 31 de octubre de 2012.
En abril de 2018, Henry anunció su salida de Super Junior-M tras la finalización de su contrato con SM.

### Actuación
Henry realizó su primer cameo en el drama chino Stage of Youth protagonizado por Hangeng, interpretándose a sí mismo, el drama fue lanzado por CCTV en el 2009.
Henry fue elegido para el rol principal en la película Final Recipe (originalmente conocida como Cooktales) junto a la renombrada actriz malaya Michelle Yeoh, quien también produjo la película. La historia narra la vida de un joven aspirante a chef llamado Mark, interpretado por Henry, quien decide participar en un concurso internacional de cocina en un intento por salvar el restaurante de su abuelo de ir a la quiebra.
Henry fue elegido para participar en el drama chino My Sweet City. SM Entertainment confirmó que él se dirigirá a China para empezar las grabaciones durante un periodo de 3-4 meses. El drama es una nueva versión del drama coreano bajo el mismo nombre que cuenta la historia de un hombre que se enamora de una mujer mayor.

### Composiciones
Henry compuso una canción junto a Leeteuk llamada "All my Heart" para el reempaquetado del cuarto álbum de Super Junior, llamado Bonamana, que fue lanzado el 28 de junio de 2010.
Para el segundo miniálbum de Super Junior-M, denominado Perfection, Henry escribió, compuso y produjo la canción "Off My Mind", que la canta sólo él.
Leeteuk y Henry volvieron a trabajar juntos para componer la canción "Andante" para A-cha, 5° repackage álbum de Super Junior, que fue lanzado en septiembre del 2011.
Henry participó en la creación del segundo álbum de estudio de Super Junior-M, Break Down, él junto a su equipo de productores, Noize Bank, compusieron y produjeron dos canciones, "Go" e "It's You". Las letras de ambas canciones fueron escritas por su compañero de banda, Zhou Mi,

### Otras Actividades
Henry ha sido imagen de varias campañas publicitarias junto a Super Junior-M, así como también apareció en varias portadas/sesiones de fotos individuales para varias revistas en sus ediciones coreanas como Grazia y Elle.

## Debut en Solitario
El 30 de mayo de 2013, SM Entertainment anunció que Henry sería su siguiente debut solista en 13 años, después de que la agencia revelara dos imágenes misteriosas anunciando su nuevo debut solista el 29 de mayo de 2013.
Su primer miniálbum, titulado Trap fue lanzado el 7 de junio de 2013. El 31 de mayo de 2013 se reveló un video teaser de la canción principal, llamada del mismo nombre, mientras que el video completo se reveló el 7 de junio. En "Trap" Henry tuvo la colaboración de Kyuhyun de Super Junior y de Taemin de SHINee
La canción tuvo 2 versiones más, tanto en chino (lanzada el 14 de junio de 2013) y en inglés (lanzada el 23 de agosto de 2013). Henry promovió la canción en los programas musicales de Corea del Sur y en el extranjero, principalmente en Taiwán, con varias apariciones en programas de televisión y radio.
El 14 de agosto de 2013, SM Entertainment anunció que Henry lanzaría "1-4-3 (I Love You)" como sencillo digital, canción incluida en el miniálbum, y que contaría con el apoyo de Amber de F(x). Un adelanto del video musical fue revelado el 18 de agosto de 2013, mientras que el video completo se lanzó en YouTube el 21 de agosto de 2013.
El 7 de julio de 2014 SM Entertainment reveló que Henry lanzaría su segundo miniálbum llamado Fantastic siendo éste también el nombre de la canción principal, además de 5 canciones adicionales. El video musical para la canción principal fue liberado el 11 de julio, mientras que el álbum fue lanzado el 14 de julio.

## Discografía
Miniálbum/EP
- 2013: Trap
- 2014: Fantastic

Sencillo Digital
- 2013: "1-4-3 (I love You)"

Temas para Dramas
- 2011: "That's Love" para Skip Beat! junto a Donghae

Colaboraciones
- 2013: "Love That I Need" - Junto a Donghae y Eunhyuk
- 2012: "Maxstep" - Junto a Eunhyuk, Taemin, Hyoyeon, Luhan y Kai
- 2012: "One Dream" - Junto a BoA y Key
- 2010: "Don't Lie" - Junto a SM The Ballad
- 2009: "Love Me" - Junto a Zhang Liyin.
- 2017: "It's you" - (SBS DRAMA '당신이 잠든 사이에' OST)

## Filmografía

### Películas
| Año  | Título                    | Rol   |
| ---- | ------------------------- | ----- |
| 2007 | Attack on the Pin-Up Boys | Cameo |
| 2013 | Final Recipe              | Mark  |
| 2019 | A Dog's Journey           | Trent |

2020/Double world/ Dong Yilong

### Dramas
| Año  | Canal   | Título                    | Rol                       |
| ---- | ------- | ------------------------- | ------------------------- |
| 2009 | CCTV    | Stage Of Youth (青春舞台) | Henry (estrella invitada) |
| 2013 | CCTV    | My Sweet City             |                           |
| 2015 | KBS 2TV | Oh My Venus               | Kim Jin Woong             |

### Programas de Televisión de Corea
| Año    | Canal    | Título                      | Nota                                              | Idioma         |
| ------ | -------- | --------------------------- | ------------------------------------------------- | -------------- |
| 2007   | SBS      | Star king                   | invitado                                          | Coreano        |
| 2008   | CCTV     | 勇往直前                    | Invitado                                          | Chino Mandarín |
| 2009   | CTV      | Variety Big Brother         | Invitado                                          | Chino Mandarín |
| 2009   | HBS      | Happy Camp                  | Invitado                                          | Chino Mandarín |
| 2009   | SBS      | Star King                   | invitado                                          | Coreano        |
| 2011   | SBS      | Strong Heart                | Invitado                                          | Coreano        |
| 2011   | CCTV     | 开心歌迷汇                  | Invitado                                          | Chino Mandarín |
| 2011   | CTV      | Variety Big Brother         | Invitado                                          | Chino Mandarín |
| 2013   | Olive TV | Master Chef Korea Celebrity | Participante                                      | Coreano        |
| 2013   | HBS      | Happy Camp                  | Invitado                                          | Chino Mandarín |
| 2013   | KBS 2TV  | Happy Together              | invitado                                          | Coreano        |
| 2013   | KBS      | Hello Counselor             | invitado, Ep. 131                                 | Coreano        |
| 2013   | KBS      | Mamma Mia                   | invitado                                          | Coreano        |
| 2013   | MBC      | Real Men                    | participante                                      | Coreano        |
| 2014   | KBS      | Happy Together              | invitado                                          | Coreano        |
| 2014   | JTBC     | Crime Scene                 | invitado                                          | Coreano        |
| 2014   | MBC      | Quiz to Change the World    | invitado                                          | Coreano        |
| 2015   | MBC      | We Got Married              | con Yewon                                         | Coreano        |
| 2015   | KBS2     | 2 Days & 1 Night            | Invitado (Ep. 412 - 414)                          | Coreano        |
| 2016   | KBS2     | Battle Trip                 | participó con Leeteuk (ep. 1)                     | Coreano        |
| 2017   | MBC      | King of Mask Singer         | participó como "Moonwalk White Jackson" (ep. 115) | Coreano        |
| 2017 - | MBC      | I Live Alone                | ep. 192 - presente                                | Coreano        |
| 2017 - | tvN      | Life Bar                    | Ep. #42                                           | coreano        |
| 2017 - | KBS      | Hello Counselor             | invitado, Ep. 332                                 | Coreano        |
| 2018 - |          | Begin Again 2               | -                                                 | Coreano        |

### Programas de China/Hong Kong
- 2011: 《Hong Kong Asian-Pop Music Festival 2011》
- 2013: 《Hong Kong Dome Festival》
- 2013: 《Jade Solid Gold 》
- 2017: 《Ace vs Ace》
- 2016: 《Day Day Up》
- 2016: 《Happy Camp》 - invitado
- 2017: 《Give Me Five S1》 - invitado (ep. #4-5)
- 2017, 2018, 2019: 《Happy Camp》
- 2017: 《Back to Field S1》 - miembro
- 2018: 《Back to Field S2》 - miembro
- 2019: 《Back to Field S3》 - invitado
- 2019: 《Go Fighting!》 - invitado (ep. #5.11)
- 2019: 《Hunan TV - "Suning Double 11 Carnival Festival"》 - (evento: interpretó "Faded")
- 2021: Capitán en Street Dance of China Season 4

### Programas de Taiwán
- 2011: 《就是愛JK》
- 2011: 《就是愛JK》
- 2011: 《壹級娛樂》
- 2011: 《佼個朋友吧》
- 2011: 《驚奇四潮男》
- 2011: 《日韓音樂瘋》
- 2011: 《日韓音樂瘋》
- 2011: 《日韓音樂瘋》
- 2011: 《黃金舞台》(挑戰中國特技)
- 2011: 《黃金舞台》[誰是大騙子(演技考驗)]
- 2011: 《黃金舞台》(中華料理廚藝大比拼)
- 2011: 《黃金舞台》(熱血男孩趣味競賽)
- 2011: 《黃金舞台》(台灣傳統工藝)
- 2011: 《台韓友好演唱會》
- 2011: 《娛樂@亞洲》[當我們宅在台灣(上)]
- 2011: 《娛樂@亞洲》[當我們宅在台灣(下)]
- 2011: 《名人帶路》(平溪中文體驗任務)
- 2011: 《名人帶路》(臺南花園夜市美食大進擊)
- 2011: 《名人帶路》(台北時尚新體驗)
- 2011: 《名人帶路》(台中 2000元美味挑戰)
- 2011: 《名人帶路》(刺激！中文測驗樂園)
- 2011: 《名人帶路》(熱血海灘假期 墾丁)
- 2012: 《名人帶路》(超坦白真心話大冒險)
- 2012: 《名人帶路》(獨家花絮大直擊)

### Anuncios
| Año | Título            | Notas                                                           |
| --- | ----------------- | --------------------------------------------------------------- |
| -   | SK브로드밴드 B TV | junto a Kim Byung-chul, Lee Jung-eun, Jang Gwang y Heo Young-ji |

## Controversia
Antes de debutar como miembro de Super Junior-M, Henry apareció como violinista en el video musical "Don't Don" de Super Junior en el 2007, esto causó gran controversia entre las fanes después de que SM Entertainment anunciara oficialmente que Henry iba a ser miembro de una nueva subunidad de Super Junior. Anteriormente, existían rumores afirmando que Henry iba a ser el decimocuarto miembro de Super Junior. Debido a la controversia y a las declaraciones de la agencia, los fanes a crearon la campaña " Only 13 " (Solo 13). Sin embargo, SM Entertainment anunció más tarde que Henry no sería un miembro oficial de Super Junior, y que sólo es un miembro invitado.

## Premios y nominaciones
| Año  | Premio                                                      | Categoría                                                         | Resultado |
| ---- | ----------------------------------------------------------- | ----------------------------------------------------------------- | --------- |
| 2004 | Canadian Royal Conservatory of Music (RCM) "Medalla de Oro" | Nivel 10 de violín                                                | Ganó      |
| 2007 | Jean Lumb AWARDS                                            | 10th Anniversary Commemorative Awards for Outstanding Achievement | Ganó      |
| 2013 | 2013 Mnet 20's Choice                                       | 20's Booming Star Male                                            | Nominado  |
| 2013 | Worlds Music Awards                                         | Mejor Artista Masculino Mundial                                   | Pendiente |
| 2013 | Worlds Music Awards                                         | Mejor Presentación en Vivo Mundial                                | Pendiente |
| 2013 | Worlds Music Awards                                         | Animador mundial del Año                                          | Pendiente |
| 2014 | Hong Kong IFPI Awards                                       | Korea-Japan Top Sales Album "Trap" Miniálbum                      | Ganó      |
| 2014 | Singapore Entertainment Awards                              | Mejor Nuevo Artista de Asia                                       | Ganó      |
| 2014 | Singapore Entertainment Awards                              | Video musical de K-pop más Popular "Trap"                         | Ganó      |

## Páginas Oficiales
- Página oficial de Super Junior M Archivado el 20 de abril de 2012 en Wayback Machine.
- Página oficial de SM Entertainment
- Instagram Oficial